# Mary Poppins kommer tillbaka
Mary Poppins kommer tillbaka (engelska: Mary Poppins Returns) är en amerikansk musikalisk fantasyfilm från 2018 i regi av Rob Marshall, med manus av David Magee. Den är baserad på bokserien Mary Poppins av Pamela L. Travers, och är en uppföljare till filmen Mary Poppins från 1964. Emily Blunt spelar huvudrollen som Mary Poppins, medan filmens biroller spelas av Lin-Manuel Miranda, Ben Whishaw, Emily Mortimer, Julie Walters, Dick Van Dyke, Angela Lansbury, Colin Firth och Meryl Streep. Filmen utspelar sig i London under 1930-talet, tjugofem år efter händelserna i den ursprungliga filmen, och följer Mary Poppins, den före detta barnflickan till Jane och Michael Banks, som återvänder till dem efter en familjetragedi.
Walt Disney Pictures tillkännagav filmen i september 2015. Marshall rekryterades senare samma månad och Blunt och Miranda gick med i februari 2016. Filminspelningen ägde rum från februari till juli 2017 på Shepperton Studios i Surrey, England. Filmen hade biopremiär på Dolby Theatre i Los Angeles den 29 november 2018, och släpptes i USA den 19 december och i Sverige den 25 december.
Filmen tjänade in mer än 259 miljoner dollar över hela världen och fick mestadels positiva recensioner av recensenterna, som berömde filmens skådespel (speciellt från Blunt), musik, produktionsvärde och nostalgikänsla, även om vissa av dem ansåg att den imiterade stora delar av den ursprungliga filmen. Den valdes ut av både National Board of Review och American Film Institute som en av de tio bästa filmerna från 2018 och fick flera prisnomineringar, inklusive fyra på Oscarsgalan, fyra på Golden Globe-galan 2019 (bland annat för Bästa film – musikal eller komedi), nio på Critics' Choice Movie Awards 2019, tre på British Academy Film Awards och en nominering för Blunt på Screen Actors Guild Awards 2019.